# Alexion Pharmaceuticals
Alexion Pharmaceuticals è un'azienda farmaceutica statunitense con sede a Boston, in Massachusetts, specializzata in farmaci orfani per il trattamento di malattie rare.
I suoi prodotti includono eculizumab (Soliris) e ravulizumab (Ultomiris), rispettivamente con un fatturato di 4,064 e di 1,076 miliardi di dollari nel 2020 ed entrambi utilizzati per il trattamento dei rari disturbi della sindrome emolitico-uremica atipica (SEUa) e dell'emoglobinuria parossistica notturna (EPN). Produce inoltre la asfotase alfa (Strensiq) con 731 milioni di dollari di ricavi nel 2020, utilizzata per il trattamento dell'ipofosfatasia, la sebelipasi alfa (Kanuma) con un fatturato di 117 milioni di dollari nel 2020, utilizzata per il trattamento del deficit di lipasi acida lisosomiale e l'andexanet alfa (Andexxa) con 78 milioni di dollari di ricavi nel 2020, utilizzata per fermare emorragie letali o incontrollabili nelle persone che assumono rivaroxaban o apixaban.

## Storia
Alexion Pharmaceuticals è stata fondata nel 1992 nello Science Park di New Haven, in Connecticut, da Steven Squinto e Leonard Bell, medico allo Yale New Haven Hospital e assistente professore di medicina e patologia della Yale School of Medicine.
Nel 2000, Alexion ha trasferito la sua sede da New Haven a Cheshire, sempre nel Connecticut. Ha ricevuto l'approvazione della Food and Drug Administration (FDA) statunitense per Soliris nel 2007. Il farmaco è stato inizialmente approvato per il trattamento dell'emoglobinuria parossistica notturna, una rara malattia del sangue.
Nel giugno 2010, durante un focolaio di sindrome emolitico-uremica causata da Escherichia coli (EHEC) verificatosi in Germania, Soliris è stato testato come opzione terapeutica per la sua efficacia nel trattamento della sindrome emolitico uremica atipica, una malattia simile a quella causata dall'infezione da EHEC.
Nel gennaio 2014 la società ha pagato all'azienda Moderna 100 milioni di dollari per dieci opzioni di prodotto per lo sviluppo di trattamenti per le malattie rare, inclusa la sindrome di Crigler-Najjar, utilizzando la piattaforma terapeutica mRNA di Moderna. Sebbene il presidente del C.d.A. di Moderna Stéphane Bancel si aspettasse che la piattaforma entrasse nella sperimentazione umana nel 2016, il programma è stato cancellato nel gennaio 2017 dopo che le sperimentazioni sugli animali hanno dimostrato che il trattamento di Moderna non sarebbe mai stato abbastanza sicuro per gli esseri umani. Nell'aprile 2015, Bell è stato sostituito da David Hallal.
Nel 2016 l'azienda è diventata membro del Pharmaceutical Research and Manufacturers of America (PhRMA) e ha trasferito il suo quartier generale a New Haven dopo il completamento del progetto Downtown Crossing.
Nel dicembre 2016 David Brennan è diventato CEO ad interim, mentre David Anderson, ex CFO di Honeywell, è stato nominato CFO, in sostituzione di Vikas Sinha.
Nel 2017, Alexion ha nominato Ludwig N. Hantson come suo CEO e ha annunciato che avrebbe ridotto la sua forza lavoro del 20% e trasferito la sua sede a Boston a metà del 2018. Ha anche annunciato la chiusura del suo stabilimento di produzione a Smithfield, nelle Rhode Island.
Nel luglio 2020 la società ha accettato di pagare più di 21 milioni di dollari per difendersi dalle accuse di aver corrotto funzionari governativi in Turchia e Russia per ottenere l'approvazione dei suoi farmaci.
Nel luglio 2021 AstraZeneca ha acquisito l'azienda. Al completamento della fusione, gli azionisti di Alexion deterranno circa il 15% della società combinata. La sede e le operazioni rimarranno a Boston.

## Prodotti
Alexion sviluppa farmaci per il trattamento di malattie rare. Le aziende farmaceutiche che producono farmaci per il trattamento di malattie rare che affliggono meno di 10.000 persone possono addebitare prezzi molto alti per questi farmaci. Devono inoltre ripartire il costo della ricerca e dello sviluppo su un minor numero di pazienti poiché i farmaci non sono ampiamente utilizzati.  Le compagnie di assicurazione sanitaria sono state generalmente disposte a pagare i prezzi elevati per tali farmaci poiché la necessità di questi farmaci è molto rara.

### Soliris
Il primo farmaco di Alexion, conosciuto con il nome commerciale di Soliris (Eculizumab) e presente sul mercato dal 2007,  viene usato per trattare la sindrome emolitico-uremica atipica (SEUa) e l'emoglobinuria parossistica notturna (EPN). Il suo uso è stato approvato in Canada (con disponibilità limitata alle cliniche private), Unione Europea, Giappone e Stati Uniti. Nel settembre 2011, la FDA ne ha approvato l'uso sia negli adulti che nei bambini, mentre nell'ottobre 2017 l'approvazione ha incluso il trattamento di pazienti adulti con miastenia grave generalizzata (gMG).

#### Polemiche dovute all'alto costo
Con un prezzo di listino di oltre $ 470.000 all'anno, Soliris è uno dei farmaci più costosi al mondo. Alexion promuove diverse campagne per fare pressione sui loro governi affinché paghino per il farmaco, inaccessibile a gran parte della popolazione. La maggior parte della ricerca per lo sviluppo di Soliris proviene da università finanziate con fondi pubblici. C'è una questione etica per quanto riguarda il prezzo del farmaco e l'etica del.
Ad aprile e a maggio 2013 è sorta una controversia in Belgio quando i media hanno rivelato che il governo si era rifiutato di pagare le cure di un bambino di sette anni perché Soliris era troppo costoso. La medicina del ragazzo costava 9.000 euro ogni due settimane. Secondo quanto riferito, un'agenzia di pubbliche relazioni che lavora per Alexion ha aiutato i genitori del ragazzo a rivolgersi alla stampa.  Diversi politici hanno affermato che la società stava tentando di "ricattare" il governo, accuse che Alexion ha negato. Entro il 7 maggio 2013 era stato raggiunto un accordo affinché il governo rimborsasse il costo del medicinale a partire da luglio 2013.

### Strensiq
Nell'ottobre 2015 il farmaco Strensiq (asfotase alfa), è stato approvato dalla Food and Drug Administration. È usato per trattare l'ipofosfatasia, una rara malattia metabolica.

### Kanuma
Kanuma, che Alexion ha acquisito tramite l'acquisizione di Synageva, è stato approvato nel 2015 per il trattamento della carenza di lipasi acida lisosomiale, una malattia genetica fatale che causa l'accumulo di materiale grasso nelle pareti dei vasi sanguigni, nel fegato e in altri tessuti.